# الجمهورية العربية المتحدة
الجمهورية العربية المتحدة هو الاسم الرسمي للكيان السياسي المتشكل إثر الوحدة بين جمهوريتي مصر وسوريا، أعلنت الوحدة في 22 فبراير / شباط 1958 بتوقيع ميثاق الجمهورية المتحدة من قبل رئيسي سوريا شكري القوتلي ومصر جمال عبد الناصر. اختير عبد الناصر رئيسًا والقاهرة عاصمة للجمهورية الجديدة. وفي عام 1960 تم توحيد برلماني البلدين في مجلس الأمة بالقاهرة وألغيت الوزارات الإقليمية لصالح وزارة موحدة في القاهرة أيضًا. أنهيت الوحدة بانقلاب عسكري في دمشق يوم 28 سبتمبر / أيلول 1961، وأعلنت سوريا عن قيام الجمهورية العربية السورية، بينما احتفظت مصر باسم الجمهورية العربية المتحدة حتى عام 1971 عندما سميت باسمها الحالي جمهورية مصر العربية.

## دوافع الوحدة

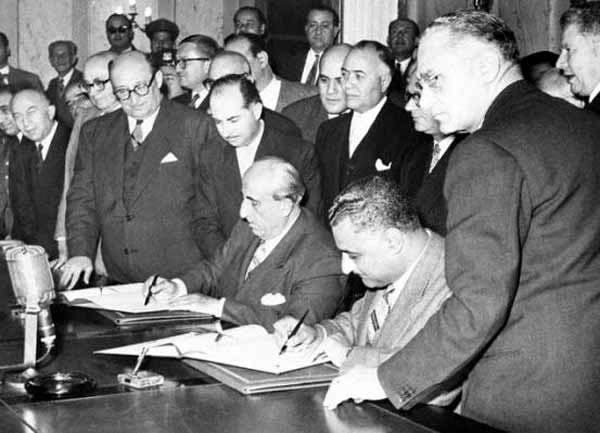
شكري القوتلي وعبد الناصر يوقعان اتفاق الوحدة.

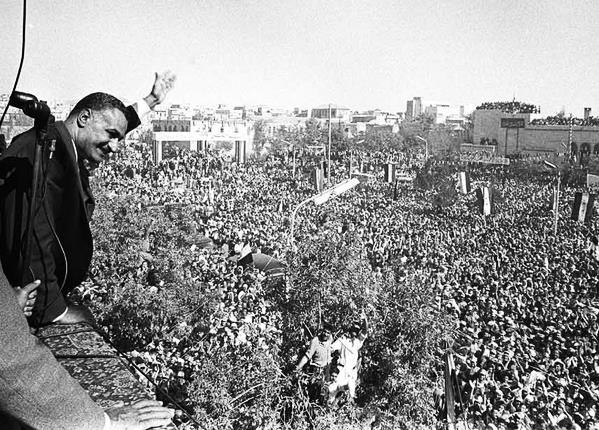
عبد الناصر يلقي خطابا أمام جماهير حماة

اعتبر البعض أن الوحدة المصرية – السورية التي أعلنت في 22 فبراير 1958، كانت نتيجة المطالبة الدائمة لمجموعة من الضباط السوريين، في وقت كان فيه قادة حزب البعث العربي الاشتراكي قد قاموا بحملة من أجل الاتحاد مع مصر. إذ يرى الصحافي باتريك سيل «أن جمال عبد الناصر لم يكن متحمسا لوحدة عضوية مع سوريا، ولم يكن يطمح لإدارة شؤون سوريا الداخلية ولا أن يرث مشاكلها كان بالأحرى ينادي بـ» التضامن العربي«الذي بموجبه يقف العرب وراءه ضد القوى العظمى، وكان يحتاج بصورة خاصة إلى السيطرة على سياسة سوريا الخارجية بهدف حشر أعدائه من الغربيين والعرب. وكانت هذه فكرة مختلفة تماما عن برنامج البعث الوحدوي الداعي إلى تحطيم الحدود ولكنه لم يستطع أن يأخذ شيئا ويدع شيئا، وهكذا دفعه السوريون دفعا إلى الموافقة على قيام الجمهورية العربية المتحدة.»[بحاجة لمصدر]
ورأى الدكتور جورج جبور: «أنه منذ منتصف عام 1954، ومنذ مطلع عام 1955 خصوصا، أبدت الجماهير في سوريا اهتماما خاصا بثورة مصر: اتفاقية القناة، مقاومة الأحلاف، بلورة الفكرة العربية لدى قادة ثورة مصر، الضغط الصهيوني على مصر متمثلا في الحملة على غزة في مطلع عام 1955، مؤتمر باندونغ، صفقة الاسلحة، توضح الاتجاه الاجتماعي للثورة ومحاربتها الجدية للإقطاع... كل ذلك اكسب الثورة وقائدها احتراما عظيما في الأوساط التقدمية والديموقراطية في القطر العربي السوري، فإذا أضفنا إلى كل ذلك الوزن الذي تمثله مصر في الوطن العربي: بشريا وحضاريا وجغرافيا خصوصا، اتضح لدينا أن استقطاب الزعامة الناصرية للجماهير العربية في النصف الثاني من الخمسينات كان أمرا محتما».[بحاجة لمصدر]
جاء وفد عسكري سوري إلى القاهرة بالسر دون علم الحكومة السورية مطالباً بالوحدة الفورية. وقد فاوض عبد الناصر وعبد الحكيم عامر طيلة أيام 13-16 يناير، وتكللت المهمة بالاتفاق العام على الوحدة ولإكمال المهمة وصل وزير الخارجية السوري صلاح البيطار، يوم 16 يناير للتوقيع بالحروف الأولى على ميثاق الوحدة بين سوريا ومصر.[بحاجة لمصدر]
وتابع جبور: «بدأت ملامح هذا الاستقطاب في سوريا عام 1955 حين طرحت حكومة الثورة في مصر مواجهة حلف بغداد شعار انتهاج سياسة عربية خارجية مستقلة، ضمن نطاق الجامعة العربية، وتقوية ميثاق الضمان الجماعي العربي. لقي هذا الشعار ما يستحقه من تقدير لدى القوى الوطنية في سوريا فألفت حكومة جديدة ساهم فيها حزب البعث في الحكم، كذلك بدأت منذ تلك الفترة دعوة حزب البعث إلى الاتحاد بين مصر وسوريا باعتبار أنهما البلدان الأكثر تحررا من البلدان العربية الأخرى».[بحاجة لمصدر]
ويرى المؤرخون لتلك الفترة من تاريخ سوريا السياسي، أنه مع انتخاب شكري القوتلي في العام 1955، حسم الموقف لمصلحة التيار المنادي بالتعاون والتحالف مع مصر، واتفقت مصر وسوريا على إنشاء قيادة عسكرية موحدة يكون مركزها في دمشق، وكانت العوامل الخارجية قد لعبت دورها الأول في تعزيز هذا التقارب، حيث بدأ الاتحاد السوفياتي في بداية عام 1956، بحملة ديبلوماسية واسعة لاكتساب دول الشرق الأوسط، وقبلت سوريا ومصر في شهر شباط من نفس العام صفقات السلاح السوفياتي في الوقت الذي كان فيه حلف بغداد يهدد الأراضي السورية بدعم من بريطانيا.[بحاجة لمصدر]
ورأى الدكتور أحمد سرحال أنه عند اندلاع معركة سيناء في أكتوبر (تشرين الأول) من العام 1956 ووقوع العدوان الثلاثي على مصر «أعلنت الحكومة السورية حالة الطوارئ في أراضيها واتجهت وحدات من قواتها للمرابطة في الأردن بعدما عطلت خط أنابيب التابلاين الناقلة للبترول السعودي إلى الساحل اللبناني. وقد اضطرت هذه الوحدة للانسحاب من الأردن ابتداء من 24 إبريل (نيسان) 1957 بعد أن هددت القوات الأميركية بالتدخل ضدها».
لم يعد بوسع الحكومة السورية التراجع عن سياستها الجديدة إذ شعرت بقدر من العزلة أمام السياسة العراقية بل والإسرائيلية. فعقدت في شهر أكتوبر (تشرين الأول) 1957 معاهدة للتعاون الاقتصادي مع الاتحاد السوفياتي. واجتمع في 18 تشرين الأول 1957 مجلس النواب السوري ومجلس النواب المصري في جلسة مشتركة وأصدرا بالإجماع بياناً فيه دعوة إلى حكومتي البلدين للاجتماع وتقرير الاتحاد بين الدولتين. وفي هذا الاتجاه اجتمع رئيسا البلدين وأركان حكومتيهما وأصدروا بياناً في 22 فبراير (شباط) 1958 أعلنوا فيه توحيد القطرين في دولة واحدة تحت اسم "الجمهورية العربية المتحدة"، التي قرر أن يكون نظامها رئاسياً ديموقراطياً. وبالفعل جرى استفتاء شعبي على الوحدة واُنْتُخِبَ جمال عبد الناصر رئيساً للجمهورية العربية المتحدة. ووضع في 5 مارس (آذار) 1958 دستورا جديدا مؤقتا للجمهورية العربية المتحدة. وقد أناط الدستور السلطة التنفيذية برئيس الجمهورية يمارسها فعلياً بمعاونة نواب الرئيس والوزراء الذين يعينهم ويقيلهم بنفسه، وهم مسؤولون أمامه دون غيره. علماً بأنه كان هناك إلى جانب الحكومة المركزية في الجمهورية العربية المتحدة مجلسان تنفيذيان إقليميان: المجلس التنفيذي المصري، والمجلس التنفيذي السوري اللذان يرأس كل منهما وزير مركزي، أما السلطة التشريعية فقد تولاها مجلس الأمة المكون من نواب يعين نصفهم رئيس الجمهورية والنصف الآخر يختاره من بين أعضاء مجلس النواب السابقين في سوريا ومصر، وقد منح مجلس الأمة حق طرح الثقة بالوزراء، ولكن بصورة فردية من دون المسؤولية الوزارية الجماعية التي بقيت قائمة أمام رئيس الجمهورية فقط. وبذلك حافظ النظام على طبيعته الرئاسية المتشددة، ولا سيما أن بعض أعضاء المجلس كانوا يعينون من قبل الرئيس، وهذا يخالف ويتجاوز طبيعة النظام الرئاسي القائم مبدئياً على الفصل بين السلطات".[بحاجة لمصدر]
المحامي غالب ياغي (الذي تولى في تلك الحقبة أمانة سر القيادة القطرية لحزب البعث العربي الاشتراكي في لبنان)، اعتبر أن الوحدة العربية كانت وما زالت حلماً بالنسبة إلى العرب، وجاءت الوحدة المصرية السورية تلبية لرغبات الشعبين المصري والسوري، في إطار الجو الدولي الضاغط، والأحداث التي شهدها الوطن العربي من تأميم قناة السويس، والعدوان الثلاثي على مصر، والحشود التركية على الحدود السورية وصولاً إلى قيام حلف بغداد بالمؤامرات والدسائس... ومنذ أيام إنشاء حكومة صبري العسلي في سوريا أصر ميشيل عفلق أن يتضمن البيان الوزاري للحكومة الدعوة إلى الوحدة السورية المصرية، وقد لاقت هذه الدعوة تأييد مجلس الشعب السوري. وقد قام عدد من قادة الألوية في الجيش السوري بمفاوضة الحكومة المصرية حول الوحدة، وكان من بين هؤلاء عبد الغني قنوت، وأمين الحافظ، وصلاح جديد، ومصطفى حمدون. وأعلنت الوحدة، ومنح الرئيس السوري شكري القوتلي لقب «المواطن العربي الأول».[بحاجة لمصدر]

## خطاب عبد الناصر
24 شباط (فبراير) 1958
أيها المواطنون:
السلام عليكم ورحمة الله..
إنني أشعر الآن وأنا بينكم بأسعد لحظة من حياتى، فقد كنت دائماً انظر إلى دمشق وإليكم وإلى سوريا وأترقب اليوم الذي أقابلكم فيه، والنهارده.. النهارده أزور سوريا قلب العروبة النابض.. سوريا اللى حملت دائماً راية القومية العربية.. سوريا اللى كانت دائماً تنادى بالقومية العربية.. سوريا اللى كانت دائماً تتفاعل من عميق القلب مع العرب في كل مكان.

واليوم - أيها الإخوة المواطنون - حقق الله هذا الأمل وهذا الترقب وأنا ألتقى معكم في هذا اليوم الخالد، بعد أن تحققت الجمهورية العربية المتحدة.
في رسالة مؤرخة 24 شباط / فبراير 1958، أبلغ وزير خارجية الجمهورية العربية المتحدة الأمين العام للأمم المتحدة بإنشاء مصر وسوريا لدولة واحدة هي الجمهورية العربية المتحدة. بعد ذلك، في مذكرة مؤرخة في مارس 1958، أبلغت وزارة خارجية الجمهورية العربية المتحدة الأمين العام بما يلي: «تجدر الإشارة إلى أن حكومة الجمهورية العربية المتحدة تعلن أن الاتحاد من الآن فصاعدا عضو واحد في الأمم المتحدة، ملتزم بأحكام الميثاق وأن جميع المعاهدات والاتفاقيات الدولية التي أبرمتها مصر أو سوريا مع بلدان أخرى ستظل سارية ضمن الحدود الإقليمية المنصوص عليها في إبرامها ووفقًا لمبادئ القانون الدولي.»[بحاجة لمصدر]

## بعد الانفصال

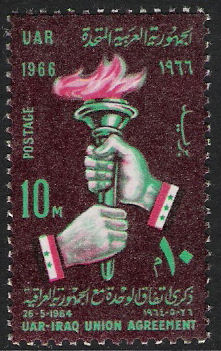
طابع بريد احتفالاً باتفاقية الوحدة سَنة 1964م.

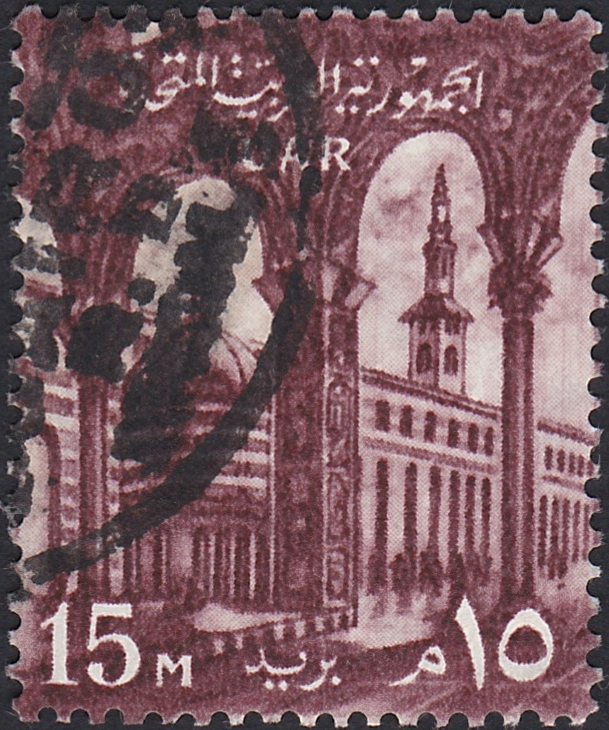
طابع بريد يظهر عليه الجامع الأموي سنة 1959م.

في برقية مؤرخة 8 أكتوبر 1961، أبلغ رئيس الوزراء ووزير خارجية الجمهورية العربية السورية رئيس الجمعية العامة للأمم المتحدة أن سوريا قد استأنفت وضعها السابق كدولة مستقلة وطلبت من الأمم المتحدة أن تأخذ علما بالعضوية المستأنفة في الأمم المتحدة للجمهورية العربية السورية. قام رئيس الجمعية العامة بتوجيه هذا الطلب إلى الدول الأعضاء في جلستها العامة 1035 المعقودة في 13 أكتوبر 1961. وفي الجلسة العامة 1036 التي عقدت في نفس التاريخ، صرح رئيس الجمعية العامة بأنه لا يوجد أي اعتراض. وبعد عدم توجيه أي اعتراض من أي دولة عضو، أعاد وفد الجمهورية العربية السورية شغل مقعده في الجمعية كعضو في الأمم المتحدة مع جميع الالتزامات والحقوق التي تتفق مع هذا الوضع. في رسالة موجهة إلى الأمين العام في 19 يوليو 1962، أبلغه الممثل الدائم لسوريا لدى الأمم المتحدة بنص المرسوم رقم 25 الصادر عن رئيس الجمهورية العربية السورية في 13 يونيو 1962 وذكر ما يلي:

«يترتب على المادة 2 من النص المذكور أن الالتزامات التي تعاقدت عليها الجمهورية العربية السورية بموجب الاتفاقيات المتعددة الأطراف والمعاهدات خلال فترة الاتحاد مع مصر تظل سارية في سوريا. حيث امتدت فترة الاتحاد بين سوريا ومصر من 22 فبراير 1958 إلى 27 سبتمبر 1961.»[بحاجة لمصدر]

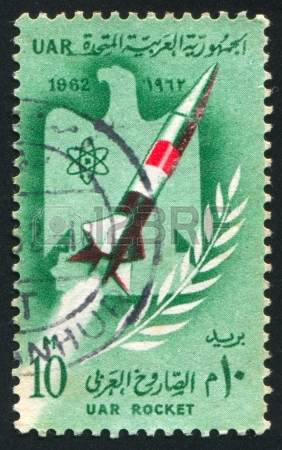
«الصاروخ العربي» على طابع بريد يرجع لسنة 1962م

وأخيرا، وفي رسالة مؤرخة 2 أيلول / سبتمبر 1971، أبلغ الممثل الدائم لجمهورية مصر العربية لدى الأمم المتحدة الأمين العام أن الجمهورية العربية المتحدة قد استعادت اسم جمهورية مصر العربية (مصر)، وفي رسالة مؤرخة 13 سبتمبر 1971، ذكرت البعثة الدائمة للجمهورية العربية السورية أن الاسم الرسمي لسوريا هو «الجمهورية العربية السورية».[بحاجة لمصدر]

## أسباب الانفصال[بحاجة لمصدر]
- قيام جمال عبد الناصر بتأميم البنوك الخاصة والمعامل والشركات الصناعية الكبرى والتي كانت مزدهرة من غزل ونسيج وأسمنت.
- قدوم الكثير من العمال المصريين إلى مدن الإقليم الشمالي، واختلال توازن قوى العمل.
- سياسات استبدادية من قبل الحكومة في الإقليم الجنوبي ساهمت في توليد انزعاج لدى السوريين الذين كانوا يتباهون بالتعددية السياسية التي اشترط عبد الناصر إلغاءها لقبول الوحدة.
- كان لجهاز المخابرات دور مؤثر في إذكاء نار الفرقة بين المواطنين.
- عدم وجود تواصل وترابط على الأرض بين الإقليمين، ووجود كيان شديد العداء بينهم (إسرائيل).
- المنطقة العربية كانت ترزح تحت مؤامرات عديدة من مختلف الأطراف، جعلت الوحدة على غير استقرار، ولم يكن من شيء ليوقف تداعيها، بل ربما لم يوجد في الجوار العربي سلطة ترغب باستمرارها.مقطع من نشرة إخبارية حول قيام ناصر والقوتلي بتأسيس الجمهورية العربية المتحدة

## نتائج الانفصال
يرى البعض أن الانفصال كان سببًا في نكسة عام 67، لكن آخرين يرون بأن الانفصال هو الذي حمى سوريا من خسارة أكبر إبان تلك الحرب، فربما كان سوء التنظيم الإداري الذي غلب على مرحلة الوحدة أن يتسبب في استغلال أكبر من قبل إسرائيل للظروف السيئة واحتلال مزيد من المساحات على الجبهتين.
من جانب آخر كان يمكن للوحدة أن تغيّر الظروف السياسية بشكل كبير فيما لو تحمل السوريون أعباءها لفترة من الزمن، ودعمتها الظروف السياسية آنذاك حتى تستقر الموازين بين جناحي الوحدة.
على الرغم من عدم نجاح تجربة الوحدة بالبقاء لفترة طويلة، يختلف الكثير من الباحثين والنقاد حول تقييم تلك المرحلة من التاريخ العربي، وتتباين الآراء بشدة بين من يصفها بالنجاح ومن يصفها للفشل ولكل منطقه وحججه، فبينما يحاجج الوحدوين بالمنجزات الاقتصادية التي أُنْجِزَت في عهد الوحدة في سوريا وعلى رأسها بداية مشروع سد الفرات، والذي كان في نظر عبد الناصر موازيًا لمشروع السد العالي في أسوان إلى حركة التأميمات الكبيرة، إضافة لحماية سوريا من تهديدات الأحلاف التي كانت تتربص بها والتي كانت السبب الأساسي وراء قيام دولة الوحدة بهذا الشكل.
يقول الفريق الآخر أن قرار عبد الناصر بالغاء كافة الأحزاب السياسية أدى إلى جمود في الحركة السياسية السورية، كما أن حركة التأميمات طالت بعضًا من أفراد الطبقة الوسطى الذين كافحوا طوال سنين لبناء ثرواتهم الصغيرة الشخصية، لكن هُضِمَ الكثير من حقوقهم أثناء حركة التأميم الواسعة آنذاك.

## محاولات عبد الناصر للقضاء على الانفصال

### المحاولة الأولى
حسب عبد الكريم النحلاوي، في حوار عام 2001، فقد حاول عبد الناصر بالفعل القضاء علي الانفصال وقام بالفعل بمحاولات عدة وقد سمع من علي صبري رئيس الوزراء المصري الأسبق قبل وفاته حديثاً مثيراً للغاية قال فيه ان عبد الناصر كان جاداً في مقاومة الانفصال عسكرياً عقب وقوعه في 28 أيلول (سبتمبر) عام 1961 بقيادة النحلاوي وانه لم يرسل قوات عسكرية محمولة جوا من مصر الي اللاذقية إلا على هذا الأساس. كانت الطائرات الحربية المصرية السبع قد أقلعت من قواعدها في الأراضي المصرية في اتجاه الأجواء السورية حيث سارع سفير الاتحاد السوفييتي في مصر الي الاتصال الهاتفي بعبد الناصر وابلاغه رسالة شفهية عاجلة من الكرملين تقول للرئيس الراحل دع سوريا وشأنها. وقد كان ذلك السبب الخفي الذي جعل عبد الناصر يأمر بإعادة بقية أسراب الطائرات الي قواعدها في مصر ويأمر قائد السرب جلال هريدي بتسليم نفسه وعناصره من المظليين الي السوريين من دون مقاومة.

### المحاولة الثانية
ثم كانت العملية الثانية في 18 تموز (يوليو) عام 1963 عندما تسلل العقيد جاسم علوان من سوريا سرا إلى لبنان ومن لبنان قام بزيارة سرية لمصر قابل خلالها جمال عبد الناصر واضعاً بين يديه خطة القيام بانقلاب عسكري في سوريا إلا أنه أكد ان نسبة نجاحها لا يتعدي 30% ومع ذلك طلب جمال عبد الناصر منه تنفيذها وكان عبد الناصر ينوي إعلان وحدة مصر وسوريا مرة أخرى في خطاب عيد الثورة يوم 23 تموز (يوليو) عام 1963 في حالة نجاحها أما في حالة الفشل فانه سيعلن انسحابه من اتفاقية الوحدة الثلاثية التي وقعها مع كل من العراق وسوريا بعد أن أدرك عبد الناصر ان حزب البعث في كل من سوريا والعراق يحاول كسب مزيد من الوقت لاقصاء الناصريين في كلا البلدين من أية مناصب قيادية. وبالفعل فشلت تلك العملية وأعلن عبد الناصر انسحابه من الوحدة وزج بمئات الناصريين في سجن المزة بدمشق.

### المحاولة الثالثة
المحاولة الثالثة فكانت يوم 27/7/1964 عندما طلب عبد الناصر من الضابط السوري جادو عز الدين الاستعداد لأداء عملية عسكرية داخل سوريا انطلاقا من الأراضي العراقية وكانت تلك العملية تتكون من ثلاث مراحل:
1. العملية الأولي تستهدف المنطقة الشرقية من الأراضي السورية (دير الزور ومنطقة الجزيرة إضافة الي المنطقة الشمالية حلب وتوابعها).
2. العملية الثانية تستهدف دمشق مباشرة.
3. العملية الثالثة تستهدف المنطقة الوسطي (تدمر، حماة، حمص وتوابعهم).

وقد وُضِع هذا التخطيط على افتراض ان وضع القوات الجوية السورية يومئذ لا يؤهلها للتعامل بنجاح مع القوات الجوية المخصصة لتغطية الهجوم إلا أن عبد الناصر استدعى جادو عز الدين فجأة ليخبره بأنه صرف النظر عن تلك العملية ولم يعرف أحد أسرار تلك العملية الا بعد مرور خمسة وعشرين عاما من موعدها الافتراضي، كما رواها بالوثائق جادو عز الدين حينما أذاع ان اللواء فؤاد شهاب رئيس الجمهورية اللبنانية آنذاك المتعاطف مع عبد الناصر نقل إليه معلومات بتسرب خبر تلك العملية إلى الولايات المتحدة وان الأخيرة تعد فخاً للجيش المصري شبيها لما حدث له في حرب اليمن وبناء على ذلك ألغى عبد الناصر تلك العملية.

## وصلات خارجية
- ذكرى الوحدة المصرية السورية، برنامج في العمق، قناة الجزيرة، 1 مارس 2010.